# Fodinoidea formosa
Fodinoidea formosa là một loài bướm đêm thuộc phân họ Arctiinae, họ Erebidae.